# ساشا يوفانوفيتش
ساشا يوفانوفيش (بالإنجليزية: Sa?a Jovanovi?)‏ هو لاعب كرة قدم صربي في مركز الهجوم ولد في يوم 15 ديسمبر 1991 في صربيا، لعب سابقاً في نادي الفتح السعودي .

## روابط خارجية
- ساشا يوفانوفيتش على موقع الاتحاد الأوربي (الإنجليزية)
- ساشا يوفانوفيتش على موقع قاعدة بيانات كرة القدم.إي يو (الإنجليزية)
- ساشا يوفانوفيتش على موقع بيانات كرة القدم. دي إي (الألمانية)
- ساشا يوفانوفيتش على موقع ناشيونال فوتبول تيمز (الإنجليزية)
- ساشا يوفانوفيتش على موقع Soccerbase.com (لاعب) (الإنجليزية)
- ساشا يوفانوفيتش على موقع Soccerway.com (الإنجليزية)
- ساشا يوفانوفيتش على موقع عالم كرة القدم.نت (الإنجليزية)